# Juin 1826

## Événements
- France : Nicéphore Niépce réalise les premières images photographiques stables.

- 4 juin, France : Honoré de Balzac, s’associe avec André Barbier et installe son imprimerie rue des Marais-Saint-Germain (aujourd'hui rue Visconti).

- 10 juin, Empire russe : loi d’airain. Renforcement de la censure (assouplissements en 1828). IIIe section, dirigée par Benckendorff (police politique et corps de gendarmes).

- 11 juin : combat de los Pozos.

- 14 - 15 juin : le sultan ottoman Mahmoud II supprime le corps des janissaires au prix d’une bataille sanglante. Il abandonne le palais de Topkapı et son Harem, impose le costume européen et le port du Fez, se dote de ministres à l’occidentale et envoie des ambassadeurs aux Puissances.

- 16 juin : le sultan ottoman Mahmoud II ordonne le massacre des janissaires révoltés à Constantinople.

- 20 juin : traité britannico-siamois. Les sultanats de Selangor et Perak, situés sur la rive occidentale de la péninsule malaise, se voient reconnaître leur indépendance. En échange, Perak cède aux Britanniques l’île de Pangkor et l’archipel de Sembilan, qui leur permettront de lutter contre la piraterie. Le Siam obtient le contrôle de Kedah.
  - Traité commercial entre le Siam et le Royaume-Uni lui octroyant divers droits et privilèges qui contribueront à accroître son influence dans l’ensemble du Siam au cours du XIXe siècle.

- 22 juin - 15 juillet : échec du Congrès de Panama. Son initiateur, Simón Bolívar, souhaitait la création d’une Assemblée fédérale pour la politique extérieure et la défense. Les délégués (Mexique, Amérique centrale, Pérou, Grande Colombie) ne le suivent pas.

## Naissances
- 16 juin : Constantin von Ettingshausen (mort en 1897), botaniste et paléontologue autrichien.
- 26 juin : Adolf Bastian (mort en 1905), polymathe allemand.
- 29 juin : Charles Ernest Beulé (mort en 1874), archéologue et homme politique français.

## Décès
- 5 juin : Carl Maria von Weber, compositeur (° 1786).
- 7 juin : Joseph von Fraunhofer (né en 1787), opticien et physicien allemand.